# Astronomicum Cæsareum
El Astronomicum Cæsareum (del latín, [La] Astronomía Cesárea) es un libro de astronomía y cosmología escrito por el humanista alemán Petrus Apianus y publicado en 1540. Se realizó en dedicatoria al emperador del Sacro Imperio Romano Germánico Carlos V y a su hermano Fernando I, cuyo emperador le otorgó a Apianus un privilegio imperial cinco años antes (1535). Se reconoce como uno de los mejores tratados astronómicos del siglo XVI, siendo publicado antes que el libro de Copérnico De revolutionibus orbium coelestium (1543).

## Contenidos

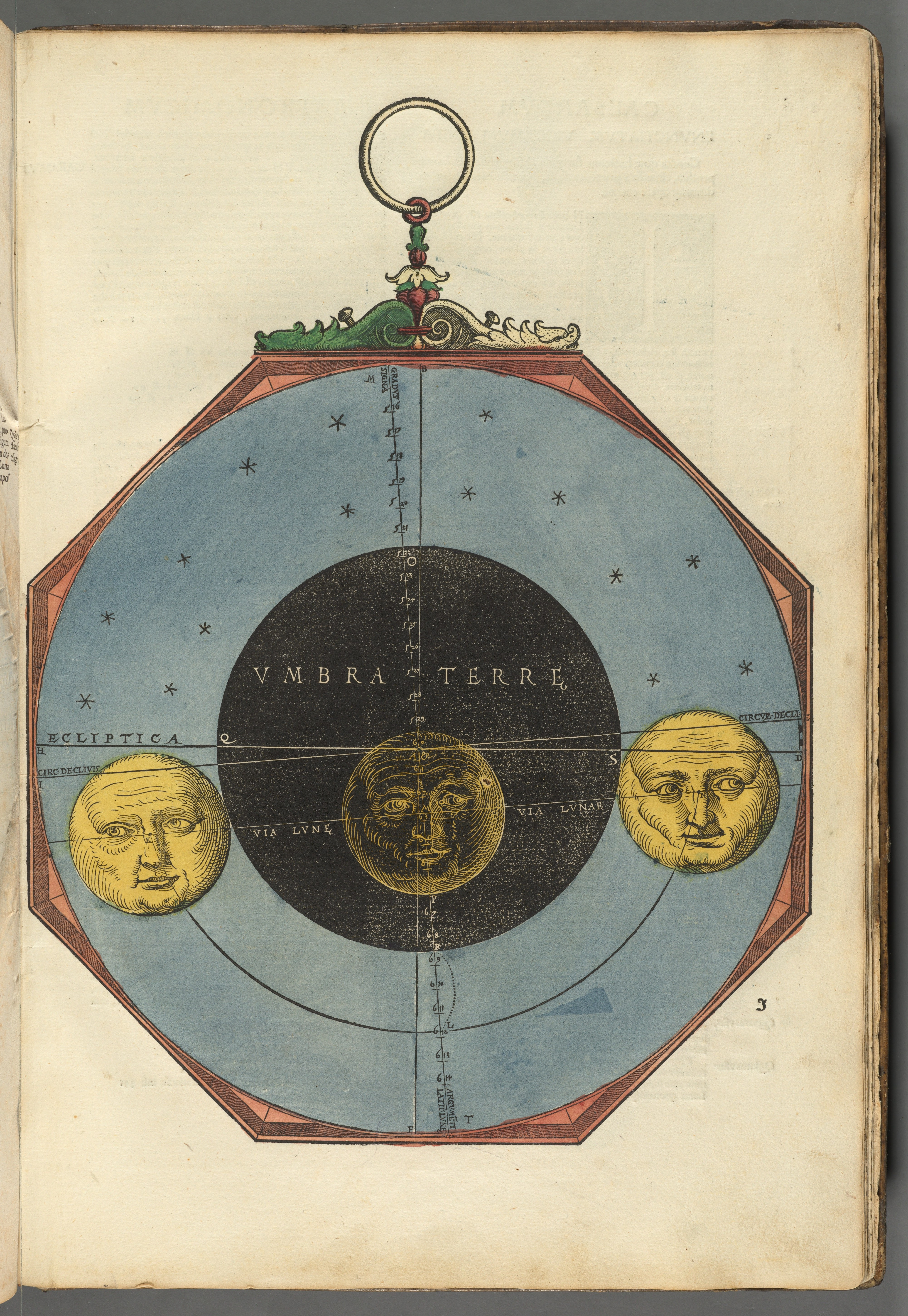
Uno de los desarrollos de un eclipse lunar, ilustrado en un volvelle.

## Conservación
A partir de entonces, se realizaron varias copias del libro, por lo que no llegó a ser exclusivo de la Casa Real. Sus ejemplares más conocidos se conservan en la Biblioteca Nacional de España y en la Universidad de Viena. Pero el ejemplar original, el que fue realizado para el emperador, se halla en la Biblioteca Nacional Central de Florencia.